# ピルビン酸オキシダーゼ
ピルビン酸オキシダーゼ（pyruvate oxidase）は、ピルビン酸代謝酵素の一つで、次の化学反応を触媒する酸化還元酵素である。
ピルビン酸 + リン酸 + O2 {\displaystyle \rightleftharpoons } アセチルリン酸 + CO2 + H2O2
反応式の通り、この酵素の基質はピルビン酸とリン酸と酸素、生成物はアセチルリン酸と二酸化炭素と過酸化水素である。補因子としてFADとチアミンピロリン酸を用いる。
組織名はpyruvate:oxygen 2-oxidoreductase (phosphorylating)で、別名にpyruvic oxidase, phosphate-dependent pyruvate oxidaseがある。